# جاك شيلتون
جاك شيلتون (بالإنجليزية: Jack Shelton)‏ (21 يناير 1924 في أستراليا - 1 يونيو 2006) هو لاعب كريكت أسترالي. لعب مع فريق تسمانيا للكريكت.

## وصلات خارجية
- جاك شيلتون على موقع إي آس بي آن كريك إنفو (الإنجليزية)